# Ptilininae
Ptilininae — подсемейство точильщиков.

## Описание
Тело продолговатое, цилиндрическое. Усики с третьего членика у самцов гребенчатые, у самки пильчатые, у одних полов глубоко пиловидные. Точки на надкрыльях не образуют углублённых рядов.

## Систематика
В составе ctvtqcndf:
- роды: Fallanobium — Nepalanobium — Phanerochila —  Plumilus — Ptilinus — Yunnanobium